# Samuele da Tradate
Samuele da Tradate (Tradate, ... – Roma, 7 ottobre 1466) è stato un pittore italiano.

## Biografia
Era figlio di Jacopino da Tradate, scultore attivo in Lombardia. Si trasferì assieme al padre a Mantova alla corte dei Gonzaga. Qui operò nel 1463 con l'amico Andrea Mantegna per la residenza gonzaghesca di Cavriana.
Il 23 e 24 settembre Samuele, il Mantegna, assieme a Felice Feliciano, copista e antiquario e a Giovanni Marcanova, ingegnere idraulico, compirono una gita in barca sul lago di Garda da Toscolano a Garda alla ricerca di epigrafi antiche, che ben documenta la passione per il collezionismo di antichità di Mantegna e del gruppo di umanisti a lui vicino.

Lavorò anche a Verona e Padova e morì nella casa romana del cardinale Francesco Gonzaga il 7 ottobre 1466.